# Ambiorix (schoenen)

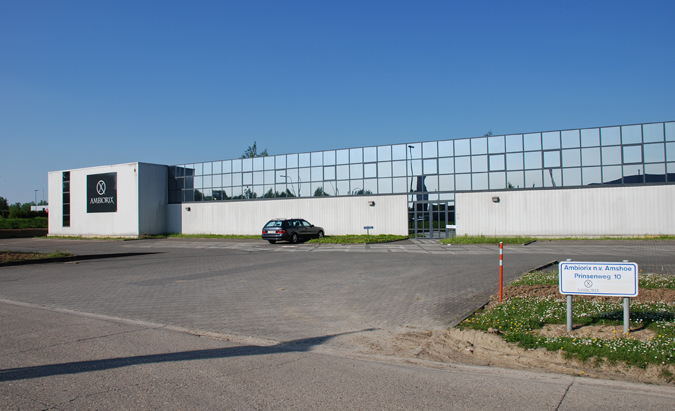
Ambiorix N.V., Tongeren

Ambiorix is een Belgisch schoenenmerk in de hogere kwaliteitsklasse.
In 1895 begon Louis Steyns een schoenmakerij in Verviers. De familie Steyns verplaatste haar industriële activiteiten in 1907 naar Tongeren. Het bedrijf had haar grootste personeelsbestand in de jaren 1950 toen er 250 personen werkzaam waren.
In december 1999 werd de schoenenfabriek, die haar werknemersaantal had zien dalen tot zowat tachtig personen, door Georges Steyns, kleinzoon van de stichter, verkocht. Via een managementbuy-out verwierf Sylvain Gielen, samen met twee investeringsgroepen, het West-Vlaamse Trustcapital Partners en LRM, de Limburgse Reconversiemaatschappij, de fabriek.
Sinds januari 2007 geeft de familiale groep Vavedin leiding aan het bedrijf.
Anno 2009 telde het bedrijf ruim zestig werknemers en werden er ongeveer 100.000 paar schoenen per jaar geproduceerd.
Schoenenfabrikant Ambiorix uit Tongeren draagt sinds 15 november 2009 de titel van Gebrevetteerd Hofleverancier van België.

## Galerij

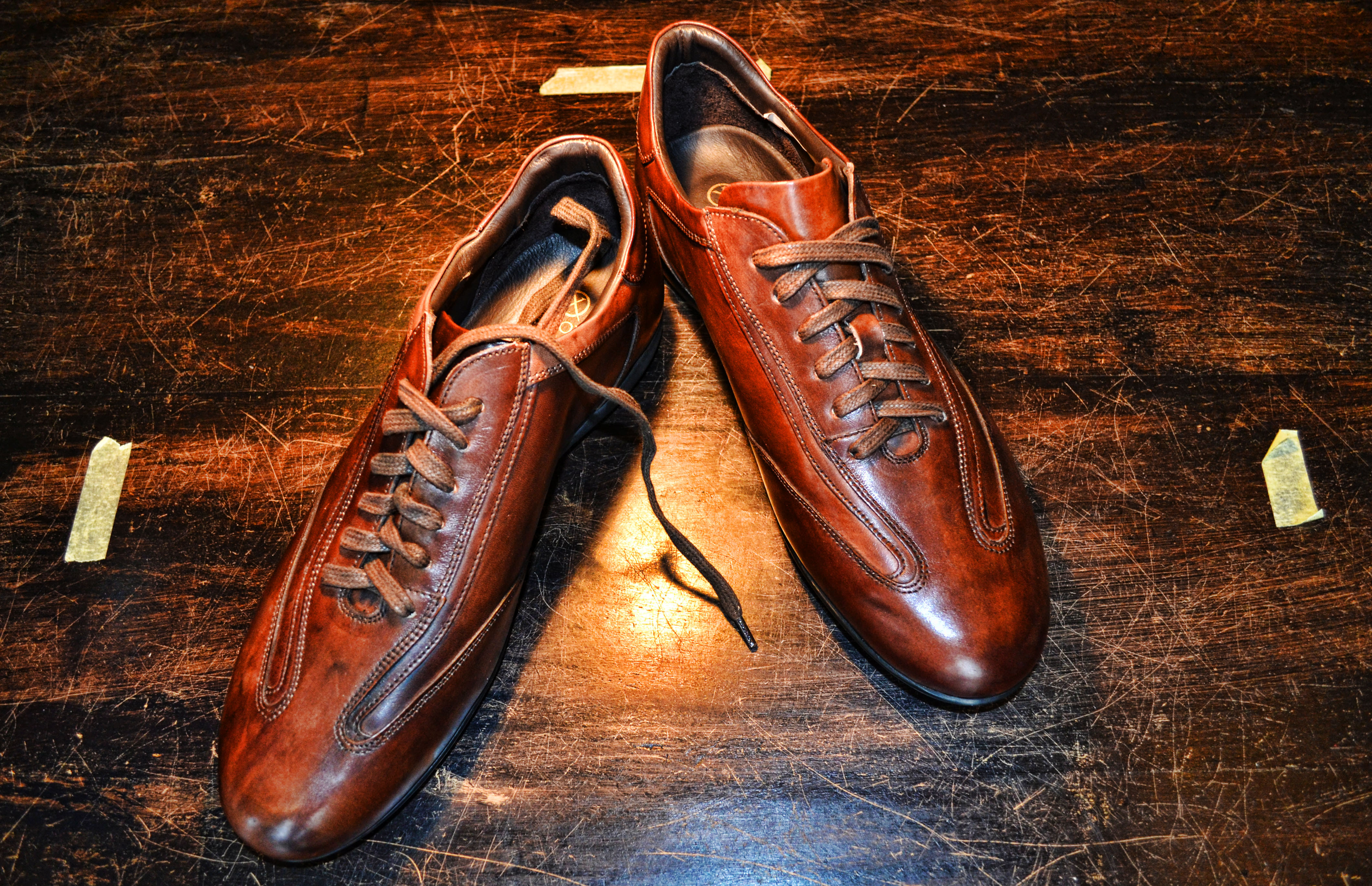
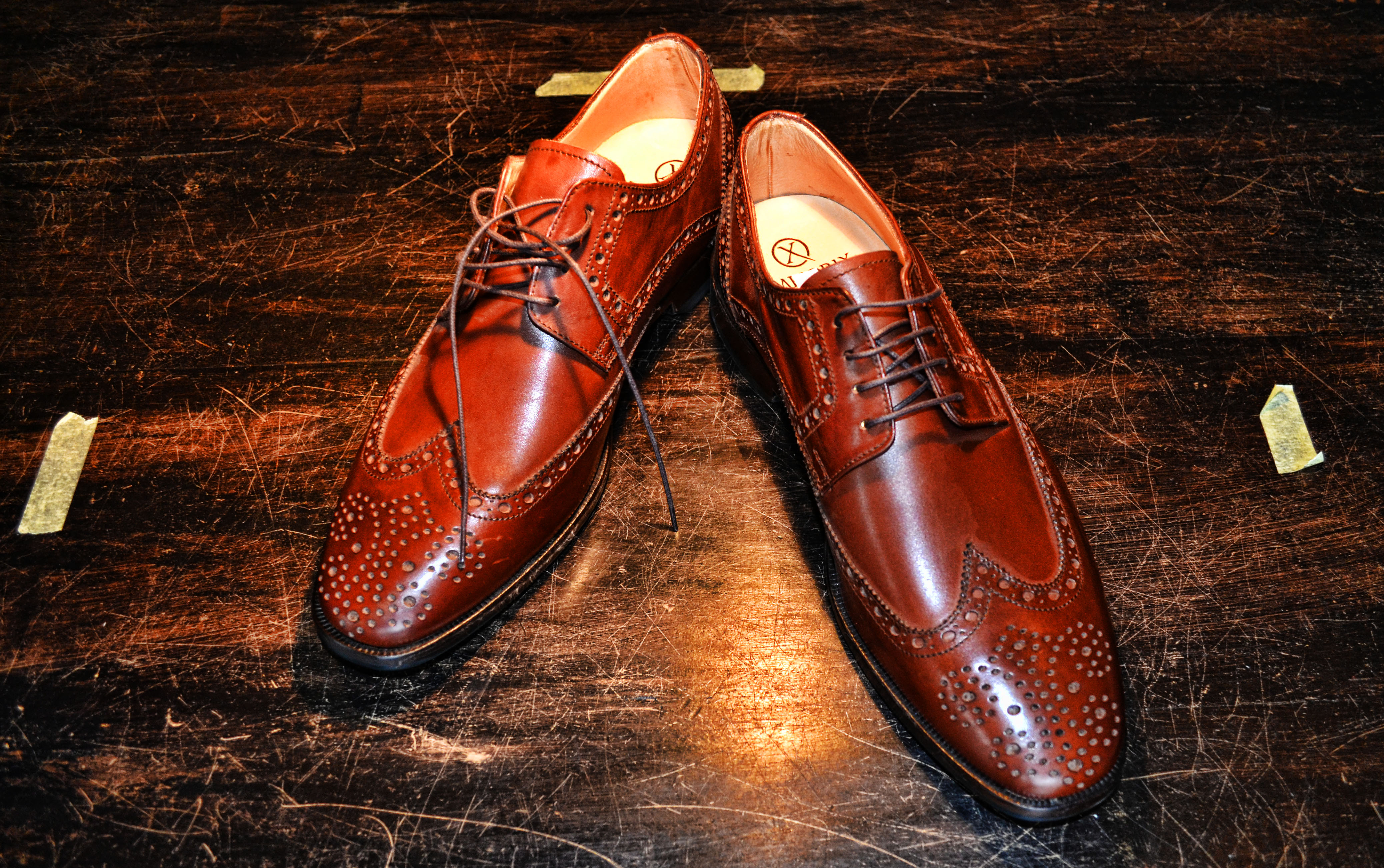